# Duʿāʾ Kumail
Duʿā' Kumail (arabisch دعاء كميل, DMG Duʿāʾ Kumail ‚Bittgebet des Kumail‘) ist ein Bittgebet, das bis heute eine sehr wichtige Rolle in der schiitischen Frömmigkeit spielt. Jeden Donnerstag wird es in den Moscheen Irans feierlich zitiert, was ungefähr eine Stunde lang dauert. Dieses Gebet ist so eng mit der Identität der Zwölfer-Schia verbunden, dass es auch beim Begräbnis des iranischen Revolutionsführers Ayatollah Ruhollah Chomeini öffentlich verlesen und dabei in persischer Sprache kommentiert wurde. 
ʿAlī ibn Abī Tālib soll dieses Gebet von al-Chidr erhalten und an Kumail ibn Ziyād (gest. 82/701) weitergegeben haben. Nach einer Tradition, die der schiitische Gelehrte Ibn Tāwūs (gest. 1266) anführt, soll Kumail gesagt haben:

„Ich saß eines Tages bei meinem Herrn, dem Befehlshaber der Gläubigen (= ʿAlī ibn Abī Tālib), in der Moschee von Basra, wobei eine Gruppe seiner Gefährten bei ihm war. Einer fragte: ‚Was ist die Bedeutung des Gotteswortes: «In ihr wird jede weise Angelegenheit entschieden» (Sure 44:4)?‘ ʿAlī antwortete: ‚Die Nacht der Hälfte von Schaʿbān. Bei Gott, in dieser Nacht wird jedem Menschen alles Gute und Schlechte zugeteilt, was er bis zu dieser Nacht im nächsten Jahr erlebt. Jeder, der diese Nacht wachend verbringt und das Bittgebet al-Chidrs rezitiert, wird erhört.‘ Als er in der Nacht fortging, folgte ich ihm. ʿAlī fragte: ‚Was hat dich hierher geführt, Kumail?‘ Ich antwortete: ‚Das Bittgebet al-Chidrs, o Befehlshaber der Gläubigen.‘ Da sagte er: ‚Setz Dich, Kumail. Wenn du dieses Bittgebet memoriert hast, dann rezitiere es jede Nacht auf Freitag oder einmal im Monat, einmal im Jahr oder einmal im Leben. Das reicht dafür, dass du siegreich bist, den Lebensunterhalts erhältst und nicht der Vergebung ermangelst. Du bist schon so lange unser Gefährte, dass ich Dir gewähren muss, worum du bittest.‘“

Danach diktierte ʿAlī nach dieser Tradition Kumail das Bittgebet.

## Belege
1. 1 2  as-Saiyid Ibn Tāwūs: Iqbāl al-aʿmāl. Muʾassasat al-Aʿlamī, Beirut 1996. S. 220. Digitalisat